# 科索沃民主联盟
科索沃民主联盟是科索沃的第二大政党。在2007年11月17日举行的议会选举中，该党取得120席中的25席，比上届减少22席。
1980年代末期，民族主义风行南斯拉夫，以阿尔巴尼亚人为主的科索沃作为塞尔维亚的一个自治省希望获得更大的自治权。持续数十年的动荡在这段时期加剧。1989年，塞尔维亚总统米洛舍维奇突然修改宪法，收回科索沃的自治权。一群阿族知识份子同年成立科索沃民主联盟，以对抗这一举措。因为它的民族主义和分离主义倾向，该党被南斯拉夫当局取缔，其党员遂在议会大楼前集会时宣布科索沃从南斯拉夫和塞尔维亚独立，但未获国际社会承认。此后该党曾多次呼吁阿族人抵制科索沃的议会选举。
在美国的建议下，科索沃民主联盟在1998至1999年间科索沃解放军与南斯拉夫的冲突后放弃寻求科索沃独立，党首易卜拉欣·鲁戈瓦与米洛舍维奇在贝尔格莱德就科索沃前途问题举行会谈。这引起阿族人的不满，科索沃民主联盟支持率随之下降。北约空袭南斯拉夫后，该党党员参与了《库马诺沃条约》的签署，接纳《联合国安全理事会第1244号决议》。